# Antigonos der Hasmonäer
Antigonos (hebräischer Name Mattatias, auch Antigonos Mattatias; † 37 v. Chr. in Antiochia), zweiter Sohn Aristobulos II., war der letzte Herrscher aus der Dynastie der Hasmonäer, die aus dem Aufstand der Makkabäer hervorging und von der Mitte des 2. Jahrhunderts v. Chr. an ungefähr 100 Jahre lang in Judäa und den angrenzenden Gebieten herrschte.

## Judäa zwischen den Großmächten
Die Römer hatten bereits 63 v. Chr. unter Pompeius die Levante erobert und Judäa zu einem Klientelstaat gemacht, in dem letztlich sie das politische System und die Regierung bestimmten. Die Römer unterstützten Johannes Hyrkanos II., den Bruder des Aristobulos, der Hoherpriester und König zugleich war.
Antigonos, mit hebräischem Namen Mattatias wie der Stammvater der Hasmonäer, setzte gegenüber dem römischen Machtanspruch die Politik seines Vaters Aristobulos, des großen Rivalen des Hyrkanos, und seines älteren Bruders Alexander fort, die auf eine größtmögliche Eigenständigkeit Judäas in einer unabhängigen Stellung zwischen den Großmächten abzielte. Sein Vater Aristobulos war 49 v. Chr. auf Befehl des römischen Feldherrn Pompeius in Rom vergiftet worden, sein Bruder Alexander wurde im selben Jahr (ebenfalls auf Befehl des Pompeius) in Antiochia enthauptet. Sein Onkel Hyrkanos, gegen den er rebellierte, war dagegen auf Rat seines aus Idumäa stammenden Gouverneurs Antipater, des Vaters des Herodes, bereit, die Oberherrschaft der Römer zu akzeptieren. Antigonos versuchte, seine anti-römische, national-jüdäische Politik mit Hilfe einer Anlehnung an die parthische Großmacht zu verwirklichen. Als diese um 40 v. Chr. die Phase des römischen Bürgerkriegs nutzte, um die römische Provinz Syria zu erobern, hielt er seine Stunde für gekommen.

## Hoherpriester und König
Im Winter 41/40 v. Chr. drangen die Parther unter ihrem Kronprinzen Pakoros I. mit Unterstützung des römischen Generals und Republikaners Quintus Labienus in Syrien und Kleinasien ein und stießen bis an die Mittelmeerküste vor. Im Anschluss daran eroberten sie auch Judäa und dessen Hauptstadt Jerusalem. Mit ihrer Hilfe gelang es Antigonos, sich gegen seinen Onkel Hyrkanos und die zu Tetrarchen ernannten Herodes und Phasael durchzusetzen. Er erklärte sich selbst zum König und Hohenpriester. Die Parther ließen sich von ihrem Verbündeten allerdings nicht davon abhalten, zur Feier ihres Sieges die Hauptstadt Jerusalem zu plündern. Antigonos prägte in Jerusalem Münzen, die erstmals in der Geschichte jüdischer Münzprägung religiöse Symbole, nämlich Menora und Schaubrottisch, zeigten.
Seinem Onkel Johannes Hyrkanos II., der von den Parthern gefangen genommen worden war und kurz darauf nach Mesopotamien deportiert wurde, ließ Antigonos die Ohren abschneiden, damit dieser nie wieder in der Lage sei, das Amt des Hohenpriesters zu beanspruchen, für das körperliche Makellosigkeit Voraussetzung war. Phasael beging in der Gefangenschaft Selbstmord, Herodes musste mit seiner gesamten Familie aus Jerusalem in die Festung Masada fliehen.

## Rom reagiert: Herodes wird König
Herodes flüchtete kurz nach der Eroberung Jerusalems durch die Parther von Masada aus eilends nach Rom, wo er selbst – einigermaßen überraschend – 40 v. Chr. vom Senat durch die Fürsprache des Triumvirn Marcus Antonius zum neuen König von Judäa (lateinisch Rex socius et amicus populi Romani, verbündeter König und Freund des römischen Volkes) proklamiert wurde.
Zur Durchsetzung des ihm vom Senat in Rom verliehenen Amtes setzte der Tetrarch Herodes den bewaffneten Kampf gegen Antigonos fort. Im Jahre 39 v. Chr. kehrte er aus Rom zurück, landete in Ptolemais und begann seine Kampagne mit Hilfe angeworbener Söldnertruppen aus der Region und mit römischer Unterstützung. Nach längeren Kämpfen belagerte er gemeinsam mit dem römischen Statthalter in Syrien und Kilikien Gaius Sosius im Frühjahr des Jahres 37 v. Chr. Jerusalem. Nach 40 Tagen nahm er die erste Mauer, 15 Tage später die zweite, kurz danach auch die Oberstadt und den Tempel.

## Das Ende der Herrschaft einer Dynastie
Antigonos musste sich ergeben, seine sämtlichen Hoffnungen aufgeben und die Sieger um Gnade anflehen. Sein Unterfangen erwies sich jedoch als vergeblich: Der römische Feldherr Gaius Sosius schmähte ihn wegen seines gefühlvollen Auftritts als „Antigone“ und ließ ihn nach Antiochia abführen. Dort wurde er auf Befehl des Marcus Antonius (und möglicherweise dringender Bitten des Herodes) im Herbst 37 v. Chr. mit dem Beil hingerichtet. Damit endete die Macht der Hasmonäer in Judäa, und die Herrschaft des Idumäers Herodes, später „der Große“ genannt, begann.